# David Guion
Pour les articles homonymes, voir Guion.
David Guion, né le 30 septembre 1967 au Mans, est un footballeur et entraîneur français. Il est le frère cadet de Pascal Guion, ancien footballeur professionnel également. Le dernier club qu'il a entraîné était l'ESTAC Troyes.

## Biographie

### Joueur
Il dispute 51 matchs en Division 1 avec le Lille OSC, et 26 matchs dans cette même division avec le SCO d'Angers.
Il inscrit son seul but en Division 1 le 21 mai 1994, lors de la réception du FC Sochaux (défaite 1-2).

### Entraîneur
En mars 2002, après deux sessions de stage et une semaine d'examens, il est admis au certificat de formateur de football (CFF).
Lors de l'intersaison 2009, il participe au stage de l'UNFP destiné aux joueurs et entraîneurs sans contrat.
Lors de l'édition de la Coupe de France 2010-2011, alors entraîneur du SO Chambéry, il atteint les quarts de finale de la coupe de France en éliminant 3 clubs de Ligue 1, le FC Sochaux, le Stade brestois 29 et l'AS Monaco. La même année, le club est sacré champion de france amateur 2 , mais n'est pas autorisé à accéder à la division supérieure par la Direction nationale du contrôle de gestion. En fin de saison, il signe à l'AS Cannes. Il quitte le Club Cannois le 1er janvier 2012.
Jusqu'au 23 avril 2016, il est directeur du centre de formation du Stade de Reims ; il remplace alors provisoirement Olivier Guégan à la tête de l'équipe première du club.
Le 22 mai 2017, il est nommé entraîneur du Stade de Reims. Pour sa première saison à la tête du club, il est sacré champion de France de Ligue 2 avec un record de point au terme de cette saison et est élu meilleur entraîneur de Ligue 2.
À la suite du renvoi de Vladimir Petković en février 2022, David Guion devient le nouvel entraîneur des Girondins de Bordeaux avec comme objectif de maintenir le club en Ligue 1 et de consolider la défense. Son arrivée jusqu'à la fin de la saison est officialisée le 17 février. Cependant, il n'empêche pas la relégation du club, une première depuis 30 ans. Après 1 an et demi en tant qu'entraineur du club, il est limogé le 7 octobre après une défaite 1-0 face à Laval le jour même. Il aura réalisé un bilan mitigé, provoquant une descente et une non-montée en ligue 1 tout en faisant émerger de nouveaux talents du centre de formation Bordelais.
Le 6 décembre 2023, il s'engage avec l'ESTAC Troyes 14ème de Ligue 2. Malgré ça, il échoue à maintenir le club en Ligue 2 en faisant terminer le club à la 17ème place qui est la première relégable. Le club le met à pied à titre conservatoire le 6 août 2024.

## Palmarès

### Joueur
- Vainqueur du Groupe B de Division 2 en 1993 avec le SCO d'Angers

### Entraîneur
- Vainqueur du Groupe D de CFA 2 en 2011 avec le SO Chambéry
- Champion de DH Champagne-Ardenne en 2013 avec la réserve du Stade de Reims
- Champion de France de CFA 2 en 2016 avec la réserve du Stade de Reims
- Champion de France de Ligue 2 en 2018 avec le Stade de Reims
- Meilleur entraîneur de Ligue 2 en 2018